# Toundra forestière
Localisation

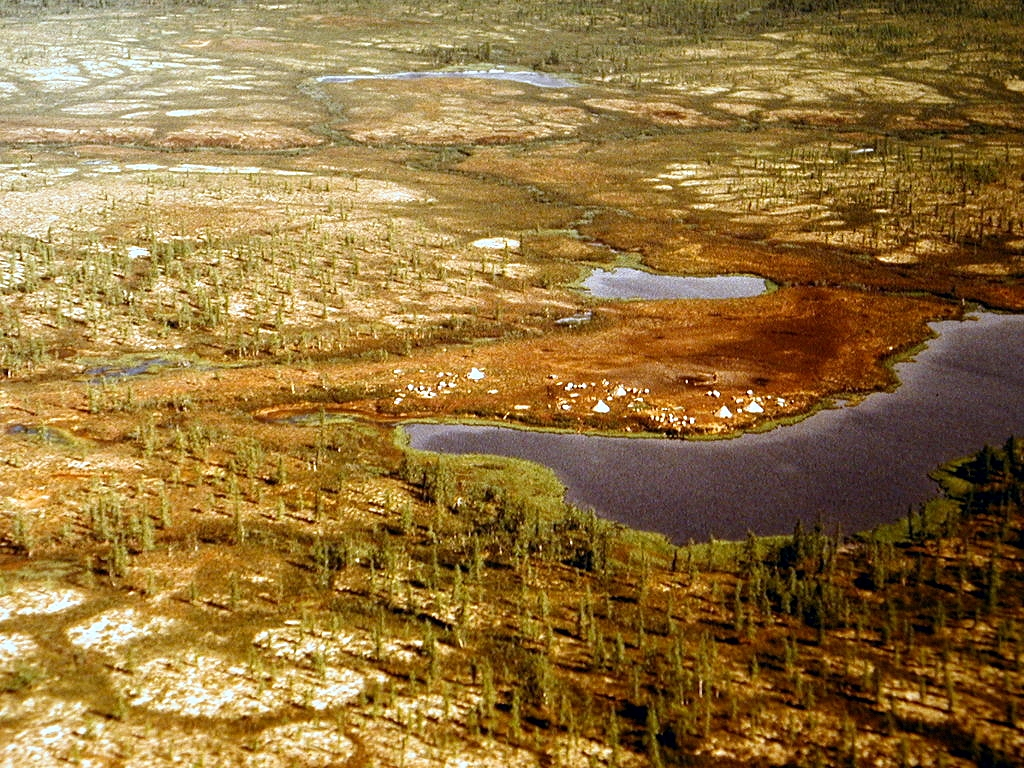
Toundra forestière en Russie.

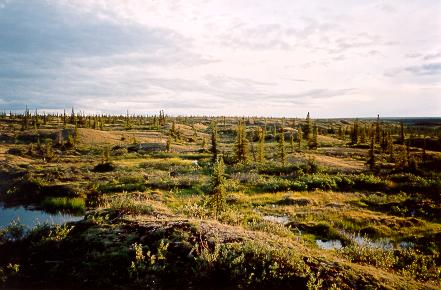
Toundra forestière au Canada.

Le Lesotundra (russe : Лесотундра) ou toundra forestière est un biome de transition de la toundra à la taïga.
Les paysages forêt-toundra (boréal-subarctique) forment une bande de transition aux limites vagues, où dans les interfluves des forêts claires opprimées elles alternent avec des arbustes ou une toundra typique.
Les paysages de forêt-toundra s'étendent dans une bande de 30 à 300 km de large : en Eurasie, de la péninsule de Kola au bassin d'Indiguirka (plus à l'est distribué en fragments), et à travers toute l'Amérique du Nord,.

## Climat
Les températures moyennes de l'air en juillet sont de 10 à 14 °C, et en janvier, selon le climat continental, de −10 à −40 °C.
Malgré la faible quantité de précipitations atmosphériques (200–350 mm), la forêt-toundra est caractérisée par un fort excès d'humidité par rapport à l'évaporation, ce qui détermine la large distribution des lacs — de 10 à 60 % de la zone de sous-zone. L'engorgement est répandu. L'eau de fonte prédomine dans l'alimentation des rivières, par conséquent, les inondations sur les rivières se produisent en été, lorsque la neige fond. Le facteur d'humidification est supérieur à un (k > 1).

## Sol
Les sols sont de type tourbe-gley, tourbe marécageux, et dans les forêts de lumière, gley-podzoliques (podburs). À l'exception des rares taliks, les sols sont partout du pergélisol.

## Monde végétal
La toundra arbustive et les terres boisées changent en raison du zonage longitudinal. Dans la partie Ouest de la forêt-toundra nord-américaine (en Alaska et dans la majeure partie du nord du Canada), avec les bouleaux nains et le Saule polaire, poussent l'épinette blanche, l'épinette noire, souvent le mélèze laricin, dans le sud de la péninsule du Québec-Labrador, le sapin baumier les rejoint parfois ; dans le nord de la Fennoscandie, y compris sur la péninsule de Kola, on trouve le bouleau pubescent (Betula pubescens subsp. tortuosa), le Pin sylvestre, Picea fennica; dans d'autres régions du nord de la partie européenne de la Russie, situées à l'ouest de l'Oural, on trouve l'épicéa de Sibérie ; en Sibérie occidentale - l'Épicéa de Sibérie côtoie le Mélèze de Sibérie ; à l'est du plateau de Poutorana pousse le mélèze de Dahurie ; à l'Est de la  Léna, le  pin nain de Sibérie est à ajouter.
Les rivières de la forêt-toundra ont un effet de réchauffement sur les conditions climatiques dans les vallées, par conséquent, le long des vallées fluviales, la végétation ligneuse pénètre loin dans la toundra. De plus, les vallées fluviales protègent les forêts des vents violents qui s'y produisent. Les îlots de forêts sont constitués de bouleaux, d'épinettes et de mélèzes. Les arbres sont sous-dimensionnés, par endroits pliés au sol. Dans les interfluves se trouvent des forêts clairsemées à faible croissance avec une couverture de lichen. Ils alternent avec la toundra arbustive.

## Le monde animal

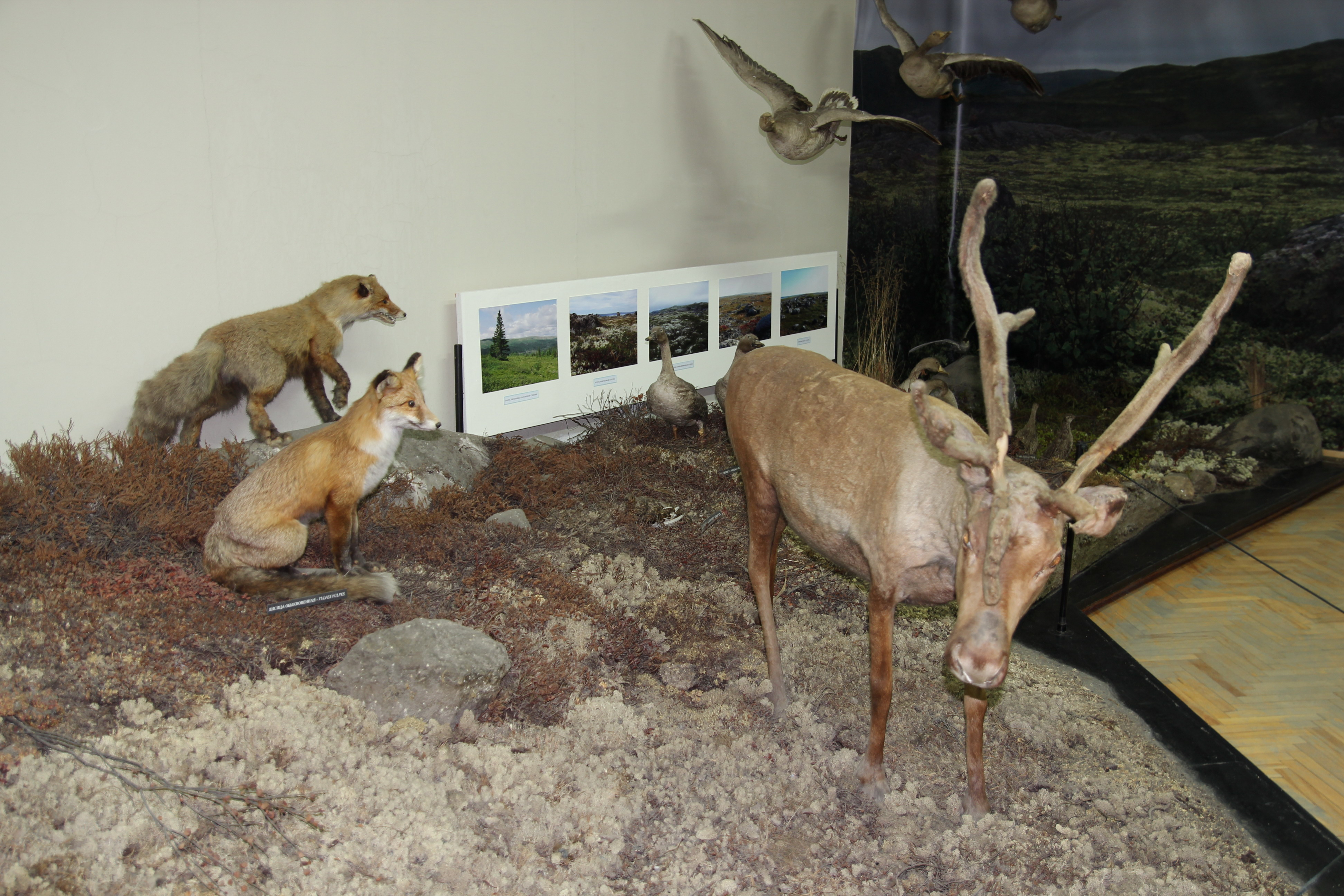
Représentants de la faune de la toundra au musée régional de Mourmansk.

La faune de la forêt-toundra est similaire à celle de la taïga et de la toundra. Elle se compose de mammifères tels que Rangifer tarandus, Alces, Canis lupus, Ursidae, Lepus timidus, Lemming, Sciurus, Renard polaire, renards et Gulo gulo et d'oiseaux comme le Lagopède des saules, le Lagopède alpin et le Harfang des neiges. En été, arrivent échassiers, canards, Anser, etc. Il existe aussi de nombreux insectes suceurs de sang, comme les moustiques.

## Utilisation économique
La renniculture et la chasse aux rennes sont des activités traditionnelles de la population indigène, qui utilise jusqu'à 90 % du territoire pour les pâturages de rennes.
Avec la taïga nord et moyenne, la forêt-toundra est incluse dans la zone d'agriculture locale, où poussent à certains endroits en plein champ des pommes de terre, choux, oignons, navets, radis, herbes, carottes.
La toundra forestière est un pâturage et un terrain de chasse au renne précieux.

## Protection de la nature
Pour protéger et étudier les paysages naturels de la forêt-toundra, des réserves naturelles et des parcs nationaux, dont la réserve naturelle Taïmyrski, ont été créés.